# انتخابات الرئاسة الإيرانية 1985
انتخابات الرئاسة الإيرانية 1985 هي الانتخابات الرئاسية الرابعة التي جرت في 16 أغسطس 1985الموافق (5 مرداد 1364 هجري شمسي في إيران)، لانتخاب رئيس الجمهورية الإسلامية الإيرانية، فاز بالانتخابات علي خامنئي.

## المرشحين
من بين قرابة 50 مرشحا سجلوا أسمائهم لمشاركة في الترشح لانتخابات رئاسة إيران وافق مجلس صيانة الدستور الإيراني فقط على أسماء 3 مرشحين وهم علي خامنئي رئيس الجمهورية ومرشح عن الحزب الجمهوري الإسلامي، محمد كاشاني وهو سياسي مستقل وحبيب الله عسكر أولادي من حزب المؤتلفة الإسلامي.